# Kiela
Il kiela è un gioco astratto della famiglia dei mancala, diffuso in Angola e originariamente giocato presso le popolazioni di lingua Kimbundu che abitano nel nord del paese. Il gioco ha un ruolo importante nella tradizione di questi popoli, che lo considerano un "gioco di pace", che "può trasformare i nemici in amici". In Angola esiste dal 1999 un torneo nazionale di kiela che mette in palio un premio di 1500 USD, il "Prémio Kiela". Il gioco è stato descritto da Bernardo Campos nel libro Kiela: Um jogo de origem africana; lo stesso Campos ha creato una società che vende, anche online, tavolieri per il kiela e altri prodotti correlati. Il kiela è piuttosto simile a diversi altri mancala, in particolare allo omweso e alle sue varianti.

## Regole

### Tavoliere e disposizione iniziale
Il tavoliere da kiela è composta da 4 file di 10 buche; ogni giocatore controlla le due file di buche più vicine a sé. Inizialmente, vengono deposte due pietre in ogni buca delle file esterne e due pietre in ciascuna delle quattro buche più a destra della fila interna.
2 2 2 2 2 2 2 2 2 2
2 2 2 2 0 0 0 0 0 0
0 0 0 0 0 0 2 2 2 2
2 2 2 2 2 2 2 2 2 2
I giocatori esperti possono comunque accordarsi e far precedere al primo turno una ridistribuzione libera dei propri pezzi nelle proprie file.

### Turno
Il giocatore di turno preleva tutti i sassi da una delle sue buche (escluse quelle che contengono un solo sasso) e li semina in senso antiorario nelle sue due file.
Se l'ultimo seme della semina cade in una buca vuota, il turno termina. Se l'ultimo seme cade in una buca occupata:
- se la fila si trova nella fila interna, e la buca avversaria antistante è anch'essa occupata, i sassi della buca avversaria vengono catturati; se anche la buca avversaria corrispondente è occupata, anche i suoi contenuti vengono catturati. La semina continua a staffetta con i sassi catturati;
- in tutti gli altri casi, la semina prosegue semplicemente a staffetta;

### Fine del gioco
Il primo giocatore che si trova in condizioni di non poter muovere perde la partita.

### Variante per principianti
Ai principianti è consigliato giocare con le seguenti variazioni alle regole:
- nella disposizione iniziale si usa 1 seme per buca anziché 2;
- è possibile iniziare una semina anche da una buca che contiene 1 seme;